# Henjō
Henjō (遍昭/遍照, 816 – 12 février 890) est un recteur monacal (僧正, sōjō) dans l'école bouddhique du Tendai et un poète de waka japonais, nommé parmi les six génies de la poésie et les trente-six grands poètes.

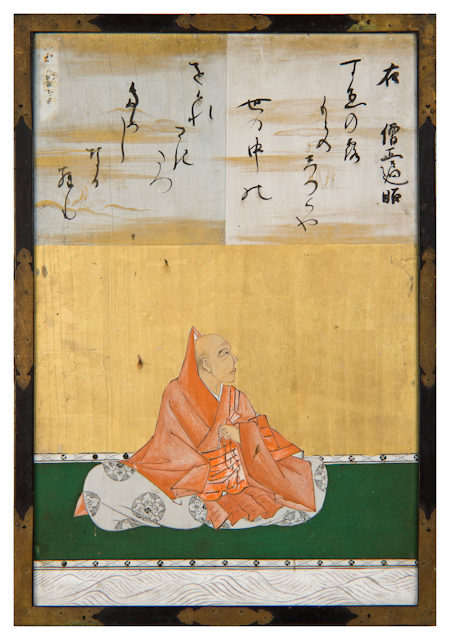
Sōjō Henjō par Kanō Tan'yū, 1648

Né Yoshimine no Munesada (良岑宗貞), il est le huitième fils du dainagon Yoshimine no Yasuyo, fils de l'empereur Kanmu. Membre de l'école bouddhique du Tendai, il fonde le temple de Gankei-ji à Yamashina-ku, au sud-est de Kyoto en 877. Il atteint le rang de recteur monacal en 885 et se fait parfois appeler Kazan Sōjō (花山僧正).
Certaines rumeurs lui attribueraient une liaison avec la poétesse Ono no Komachi, en se basant sur quelques poèmes d'amour, notamment dans le Kokin wakashū, où ils sont tous deux mentionnés dans la préface en kana. Au total, trente-cinq poèmes de Henjō sont compilés dans les différentes anthologies impériales.
Son fils Sosei est également moine et poète.